# Río Colastiné
El río Colastiné es un brazo del río Paraná, de unos 50 km de largo, ubicado entre las ciudades de Santa Fe y Paraná. Se encuentra en la provincia de Santa Fe, en el departamento La Capital y lleva el nombre de una tribu indígena de la región.
Su embocadura se encuentra sobre la margen derecha del curso principal del Paraná, a la altura del paraje El Cerrito de la costa de la provincia de Entre Ríos y su desembocadura se encuentra aguas abajo de la ciudad de Paraná, a la altura de la ciudad santafesina de Coronda; no obstante, esta no se encuentra sobre el Colastiné, sino sobre otro brazo del Paraná, el río Coronda, que desagua también el río Salado y la laguna Setúbal.
La villa de San José del Rincón —durante mucho tiempo la segunda ciudad en importancia de la provincia— está ubicada a orillas del río Colastiné. En la actualidad es una pequeña ciudad, conurbada con la ciudad de Santa Fe.
Sobre este río estuvo el puerto principal de la ciudad de Santa Fe durante el último tercio del siglo XIX; el mismo era abastecido por un ramal de ferrocarril, con un puente sobre la Laguna Setúbal. A principios del siglo XX se construyó un puerto más grande sobre la costa de la misma ciudad de Santa Fe, con lo que el puerto del Colastiné fue abandonado. De esa época datan dos localidades que llevan el nombre del río, Colastiné Norte y Colastiné Sur, que en la actualidad son barrios de la ciudad de Santa Fe; los asentamientos humanos de la zona han requerido importantes inversiones en protección contra inundaciones.
La captación de agua para su potabilización y consumo en la ciudad de Santa Fe se encuentra sobre este río. Al ser un ramal secundario de un río de llanura, presenta una tendencia continua al cambio de cauce, que se mantiene por medio del dragado periódico.
Las principales rutas que cruzan el río Colastiné son la ruta provincial 1 y la ruta nacional 168, que da acceso al túnel subfluvial Paraná-Santa Fe. Entre el río Colastiné y el cauce principal del río Paraná se encuentra una isla baja, completamente inundable y sin población permanente, conocida como isla de Santa Cándida.